# Nora Khuon

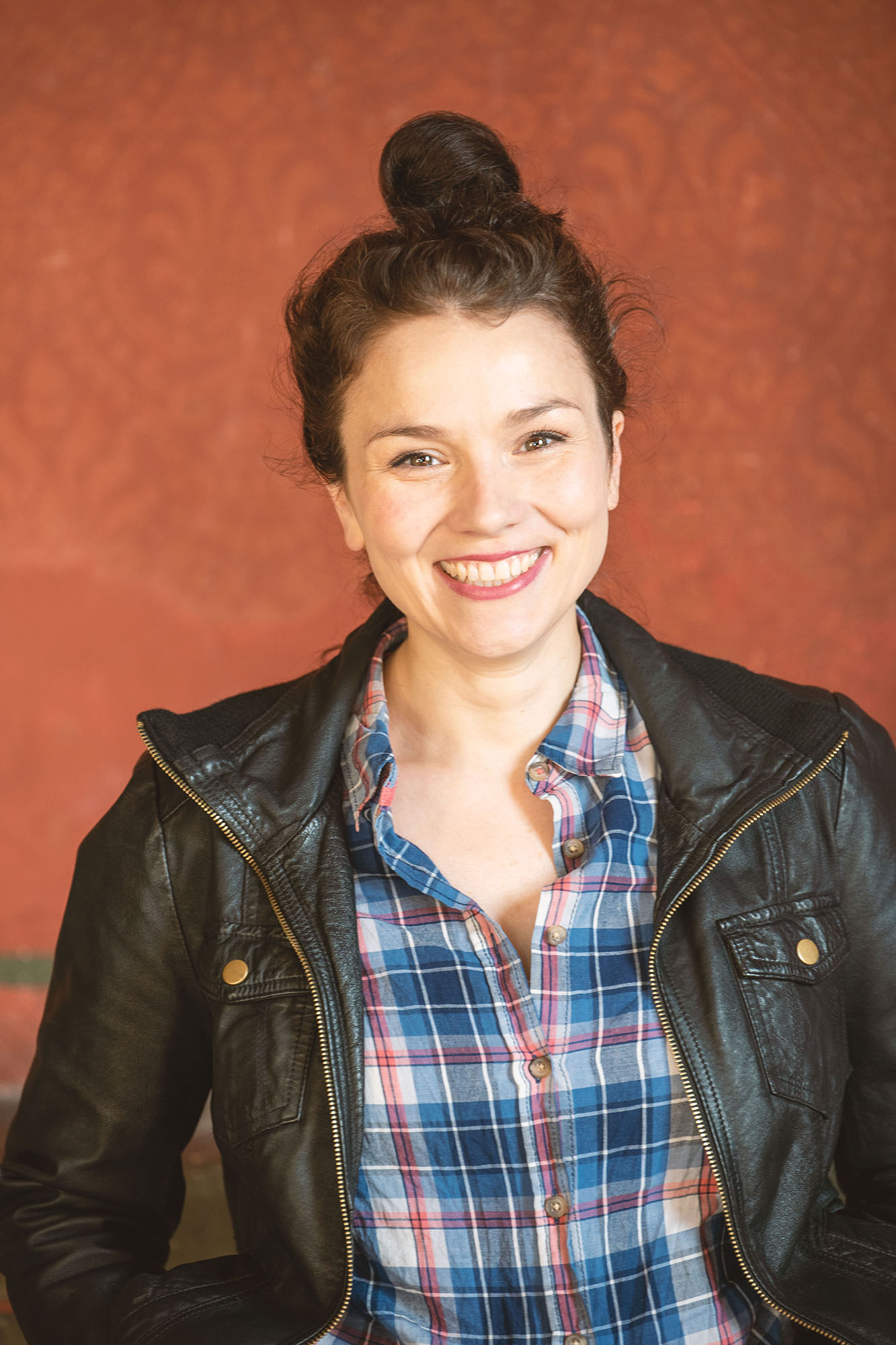
Nora Khuon, 2020

Nora Khuon (* 19. Dezember 1980 in Konstanz) ist eine deutsche Dramaturgin.

## Leben
Sie studierte Kulturwissenschaft und Neuere Deutsche Literatur in Berlin und schloss mit Magister 2005 ab. Sie arbeitete als Regieassistentin am Deutschen Theater Berlin, am Deutschen Schauspielhaus in Hamburg, als Projektleiterin bei dem Festival Theaterformen in Hannover und Braunschweig und als Gastdramaturgin am slowenischen Nationaltheater in Ljubljana.
2005–2009 war sie als Dramaturgin am Deutschen Schauspielhaus in Hamburg engagiert. Dort konzipierte sie mit Kevin Rittberger die Veranstaltungsreihe „Entschleunigung!“ Sie arbeitete mit Dušan David Pařízek, Kevin Rittberger und Martin Kušej zusammen. Bis 2009 hatte sie einen Lehrauftrag an der Theaterakademie Hamburg.
2009–2013 war Nora Khuon Dramaturgin am Schauspiel Frankfurt, wo sie u. a. mit Karin Henkel, Markus Bothe, Kevin Rittberger und Stephan Kimmig arbeitete. 2012 erhielt Nora Khuon das Marie-Zimmermann-Stipendium für Dramaturgie. Ab 2013 war sie Schauspieldramaturgin am Deutschen Nationaltheater Weimar unter der Intendanz von Hasko Weber.
Zwischenzeitlich war Khuon wieder am Deutschen Schauspielhaus in Hamburg tätig. Seit der Spielzeit 2019/20 holte sie die neue Intendant Sonja Anders als Leitende Dramaturgin und Stellvertretende Intendantin an das Schauspiel Hannover. Dort arbeitete sie u. a. mit Lilja Rupprecht und Anne Lenk.
Sie ist die Tochter des Theaterintendanten Ulrich Khuon. Ihr Bruder ist der Schauspieler Alexander Khuon.